# نيكي كيوبير
نيكي كيوبير (بالهولندية: Nicky Kuiper)‏ (7 يونيو 1989 بآرنم في هولندا - ) هو لاعب كرة قدم هولندي في مركز الظهير. شارك مع منتخب هولندا تحت 21 سنة لكرة القدم. أما مع النوادي، فقد لعب مع باناثينايكوس وتفينتي أنشخيدة وفيتيسه آرنهم وفيلم تو تيلبورغ وJong FC Twente ‏.

## روابط خارجية
- نيكي كيوبير على موقع قاعدة بيانات كرة القدم.إي يو (الإنجليزية)
- نيكي كيوبير على موقع Soccerway.com (الإنجليزية)